# Asantehene
Asantehene – tytuł władców Aszanti. Chociaż dzisiaj jest tylko tytułem reprezentacyjnym, kiedyś był ważnym stanowiskiem, takim jak przywódca Konfederacji Aszanti. Asantehene koronowany jest na Złotym Stolcu, znanym jako Sika 'dwa, a urząd ten niekiedy nazywany jest jego imieniem.
Asantehene otrzymują również tytuł Kumasehene, władcy Kumasi, stolicy i najważniejszego miasta Konfederacji.
Obecnym Asantehene jest Otumfuo Nana Osei Tutu II, urodził się jako Barima Kwaku Dua, mieszkał w Londynie i Toronto. Jest jednym z siedmiu potomków, którzy kandydowali do tego stanowiska.
W okresie pomiędzy śmiercią Asantehene i wyborem jego następcy, drugi najpotężniejszy władca Mamponghene działał jako regent Asantehene. Ta zasada została zmieniona pod koniec dziewiętnastego stulecia, kiedy regentem był Kwasafomanhyiamu.
Dziedziczenie tronu jest stanowione przez radę miejscowych dostojników oraz innych członków rodziny królewskiej.

## Lista władcówAszanti
- 1701–1717 – Osei Kofi Tutu I
- 1717–1720 – Maniampon (regent)
- 1720–1750 – Opoku Ware I
- 1750–1764 – Kusi Obodom
- 1764–1764 – Safo Kantanka (regent)
- 1764–1777 – Osei Kwadwo
- 1777–1777 – Atakora Kwame (regent)
- 1777–1803 – Osei Kwame Panyin
- 1803–1804 – Opoku Fofie
- 1804–1824 – Osei Kwame Assibey Bonsu
- 1824–1834 – Osei Yaw Akoto
- 1834–1867 – Kwaku Dua I Panyin
- 1867–1874 – Kofi Kakari
- 1874–1874 – Kwabena Dwomo (regent)
- 1874–1883 – Mensa Bonsu Kumaa
- 1883–1884 – Kwasafomanhyiamu
- 1884–1884 – Kwaku Dua II Kumaa
- 1884–1884 – Owusu Koko
- 1884–1887 – Akyampon Panyin
- 1887–1888 – Owusu Sekyere II (regent)
- 1888–1896 – Kwaku Dua III Asamu znany również jako Nana Akwasi Agyeman Prempeh I.
- 1896–1900 – Opoku Mensa

Brytyjczycy rozbili konfederację Ashanti w roku 1900, łącząc ją z kolonią Złotego Wybrzeża. Urząd Asantehene przestał istnieć.
W roku 1926 dopuścili spadkobiercę do Złotego Stolca i zatwierdzili tytuł Kumasehene.
- 1926–1931 – Prempeh I
- 1931–1931 – Kwaku Dua (regent)
- 1931–1935 – Otumfuo Nana Osei Agyeman Prempeh II

W roku 1935 Brytyjczycy pozwolili odnowić urząd Asantehene, ale tylko w czysto ceremonialnej roli.
- 1935–1970 – Otumfuo Nana Osei Agyeman Prempeh II
- 1970–1999 – Otumfuo Nana Opoku Ware II
- 1999–1999 – Nana Osei Bonsu II (regent)
- 1999 – do dziś – Otumfuo Nana Osei Tutu II